# Roberta Aprile
Roberta Aprile, née le 22 novembre 2000 à Syracuse, est une footballeuse italienne évoluant au poste de gardienne de but au FC Côme en prêt de la Juventus.

## Biographie
Elle est la fille de Luca Sebastiano Aprile, ancien footballeur, gardien de but comme elle, 3 apparitions avec Palerme dans la Serie B 2001-2002.
Elle se passionne très tôt pour le football et rejoint le Polisportiva Le Formiche de Syracuse où elle trouve une place dans l'équipe féminine de football à 5 et où ses performances lui valent une telle visibilité qu'elle est appelée, alors qu'elle n'a pas encore 15 ans, pour un stage auprès de l'équipe nationale italienne de futsal.

### En club

#### Associazione Sportiva Dilettantistica Pink Sport Time (2015-2019)
Lors du mercato estival 2015, elle décide de changer de discipline en se reconvertissant dans le football féminin à 11, acceptant la proposition reçue par Pink Sport Time de jouer en Série B lors de la prochaine saison. Lors de sa première saison avec le club de Bari, elle dispute 19 matches de championnat plus le barrage de promotion, concédant un total de 8 buts. Elle partage avec ses coéquipiers la victoire lors du barrage de promotion du 21 mai 2017, joué à Città Sant'Angelo, après que le temps réglementaire se soit terminé sur un score de 1-1, en battant la Roma CF aux tirs au but et en célébrant le retour du club en Série A.

#### Inter Milan (2019-2021)
En 2019, elle signe à l'Inter Milan. Roberta disputera un total de 13 matchs avec les Nerazurri.

#### Prêt à la Juventus (2021-2022)
Après avoir joué deux saisons avec l'Inter, partageant le rôle avec la plus expérimentée Chiara Marchitelli, elle part en prêt à la Juventus en juillet 2021,. 

#### Juventus FC (depuis 2022)
Le 18 juillet 2022, la Juventus achète officiellement la portière italienne, tout comme Camilla Forcinella. Ces dernières seront liées au club jusqu'en 2025.

### Sélection nationale
Aprile est évaluée par la responsable de l'équipe nationale italienne des moins de 17 ans, Rita Guarino, lors d'un stage à la fin de l'année 2016, puis incluse dans le groupe pour le double match amical des 13 et 15 janvier contre la Norvège. Elle est ensuite incluse dans le groupe pour la phase de qualification élite des Championnats d'Europe 2017 en Tchéquie, mais ne réussit pas à trouver une place dans la phase finale.
En 2017, elle passe en équipe des moins de 19 ans. Cette dernière s'étant qualifiée pour le championnat d'Europe 2018 en Suisse. Elle fait ses débuts le 16 octobre de la même année, jouant comme titulaire lors de la victoire 8-0 contre la Moldavie et partageant l'accès à la phase finale avec ses coéquipières. À cette occasion, l'entraîneur Enrico Sbardella, bien qu'il l'ait incluse dans l'équipe, lui a préféré Nicole Lauria et pour Aprile qui dans les qualifications est restée sa seule présence.
Sbardella lui confirme sa confiance pour l'édition suivante de Scotland 2019 et, Lauria étant désormais écarté de l'effectif, son utilisation devient plus fréquente. Pendant les qualifications, elle alterne avec Camilla Forcinella, faisant un total de quatre apparitions, deux dans la première phase, où l'Italie a terminé invaincue à la première place, et deux dans la phase d'élite où son équipe nationale, placée dans le groupe 6, a manqué le championnat d'Europe en raison d'une défaite 2-0 dans le choc direct avec l'Angleterre.
Par la suite, Aprile est appelé à la fois dans la formation des moins de 23 ans, par l'entraîneur Jacopo Leandri, et en équipe d'Italie, appelée par Milena Bertolini pour la qualification pour les Championnats d'Europe en Angleterre comme troisième gardienne de but avec Laura Giuliani et Francesca Durante. Malgré trois convocations, la première à l'occasion du match contre la Bosnie-Herzégovine, elle ne joue aucune rencontre.

## Palmarès
Juventus :
- Championne d'Italie : 2021-2022
- Coupe d'Italie : 2021-2022
- Supercoupe d'Italie : 2021